# Ryan Leslie (album)
Albums de Ryan Leslie
Just Right
(2005) Transition
(2009)
Ryan Leslie est le premier album officiel de Ryan Leslie.

## Tracklisting
1. "Diamond Girl" - 3:44
2. "Addiction" (featuring Cassie & Fabolous) - 4:00
3. "You're Fly" - 4:27
4. "Quicksand" - 3:43
5. "Valentine" - 3:44
6. "Just Right" - 4:43
7. "How It Was Supposed to Be" - 3:22
8. "I-R-I-N-A" - 4:09
9. "Out of the Blue" - 3:41
10. "Shouldn't Have to Wait" - 4:12
11. "Wanna Be Good" - 4:01
12. "Gibberish" - 4:20